# Grant (Minnesota)
Grant és una població dels Estats Units a l'estat de Minnesota. Segons el cens del 2000 tenia 4.026 habitants.

## Demografia
Segons el cens del 2000, Grant tenia 4.026 habitants, 1.374 habitatges, i 1.215 famílies. La densitat de població era de 60,5 habitants per km².
Dels 1.374 habitatges en un 39,9% hi vivien nens de menys de 18 anys, en un 82,6% hi vivien parelles casades, en un 3,6% dones solteres, i en un 11,5% no eren unitats familiars. En el 9,1% dels habitatges hi vivien persones soles el 3% de les quals corresponia a persones de 65 anys o més que vivien soles. El nombre mitjà de persones vivint en cada habitatge era de 2,93 i el nombre mitjà de persones que vivien en cada família era de 3,11.
Per edats la població es repartia de la següent manera: un 28,1% tenia menys de 18 anys, un 5,3% entre 18 i 24, un 24,3% entre 25 i 44, un 34,2% de 45 a 60 i un 8,1% 65 anys o més.
L'edat mediana era de 42 anys. Per cada 100 dones de 18 o més anys hi havia 100,6 homes.
La renda mediana per habitatge era de 98.228 $ i la renda mediana per família de 104.601 $. Els homes tenien una renda mediana de 65.441 $ mentre que les dones 38.895 $. La renda per capita de la població era de 44.486 $. Entorn de l'1,7% de les famílies i l'1,8% de la població estaven per davall del llindar de pobresa.

## Poblacions més properes
El següent diagrama mostra les poblacions més properes.